# Pomorié (obchtina)
Pour les articles homonymes, voir Pomorié (homonymie).
La commune de Pomorié (en bulgare Община Поморие - Obchtina Pomorié) est située dans le sud-est de la Bulgarie.

## Géographie
La commune de Pomorié est située dans l'est de la Bulgarie, au bord de la mer Noire. Son chef lieu est la ville de Pomorié et elle fait partie de la région de Bourgas.

## Administration

### Structure administrative
La commune compte 13 lieux habités :
| - ville de Pomorié - village d'Aléxandrovo - village de Akhéloï - village de Bata - village de Bélodol - village de Gabérovo - village de Goritsa - village de Galabéts - village de Dabnik | - village de Kabléchkovo - village de Kaménar - village de Kozitchino - village de Kossovéts - village de Laka - village de Médovo - village de Poroï - village de Stratsine |

## Galerie

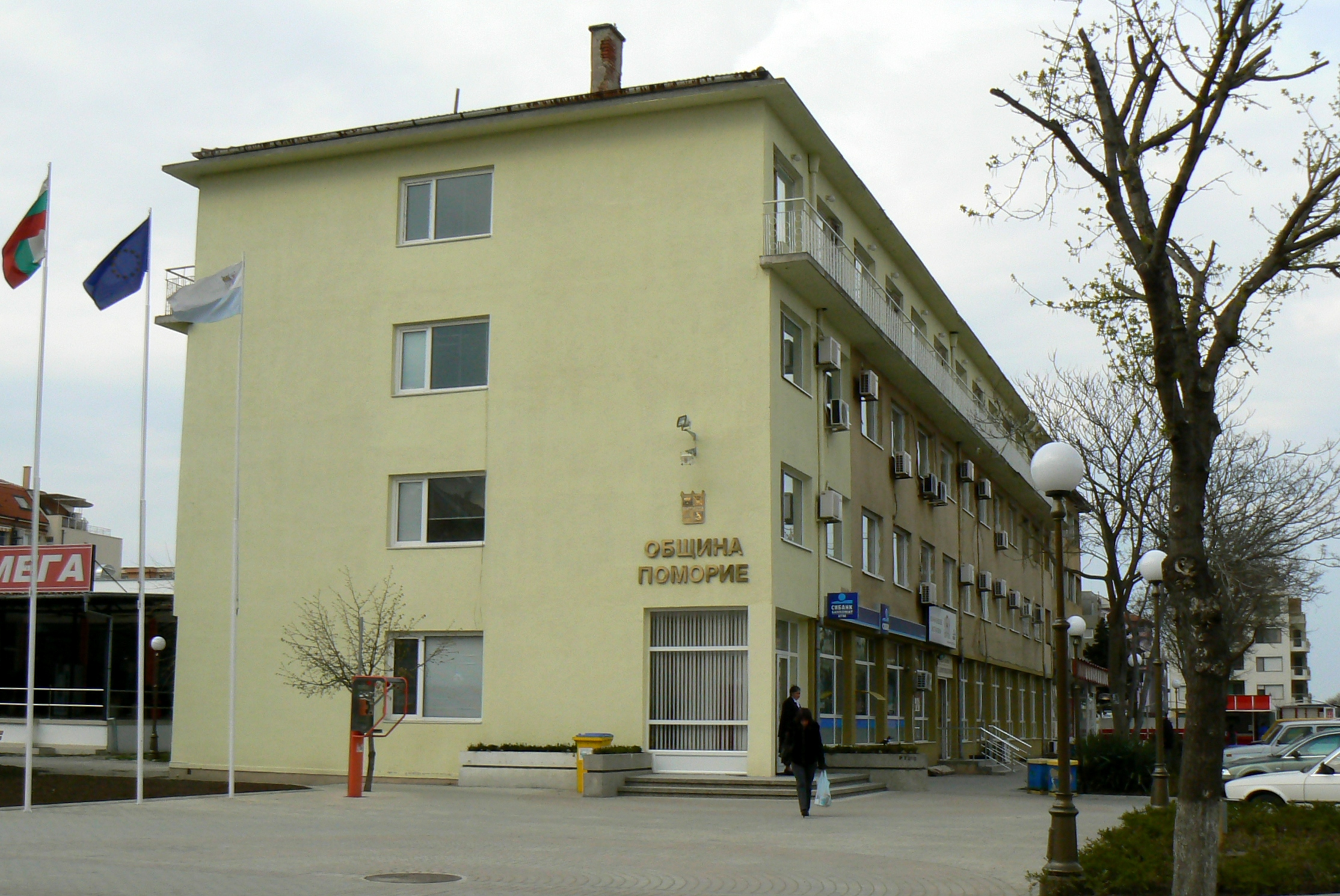
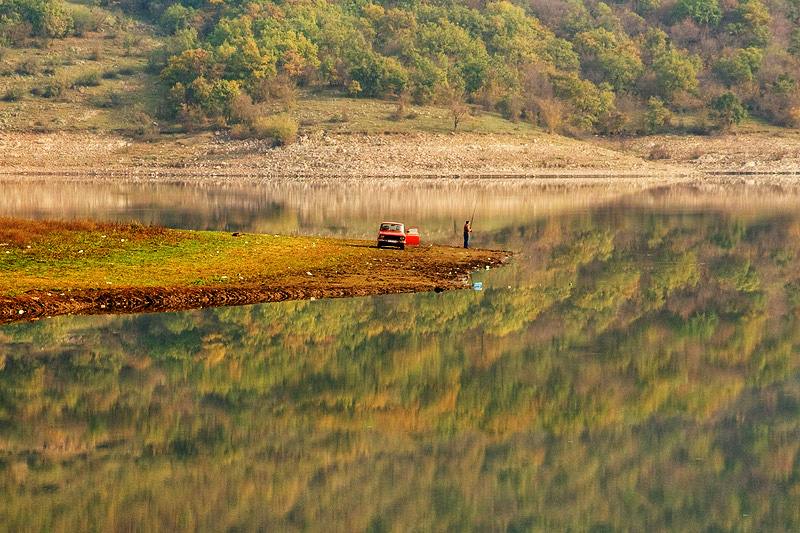
Le barrage d'Akhéloï
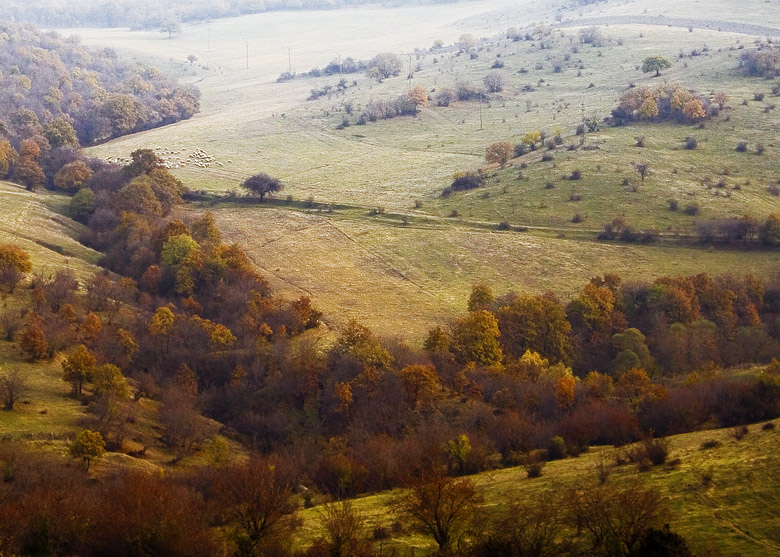
Environs du village de Gabérovo
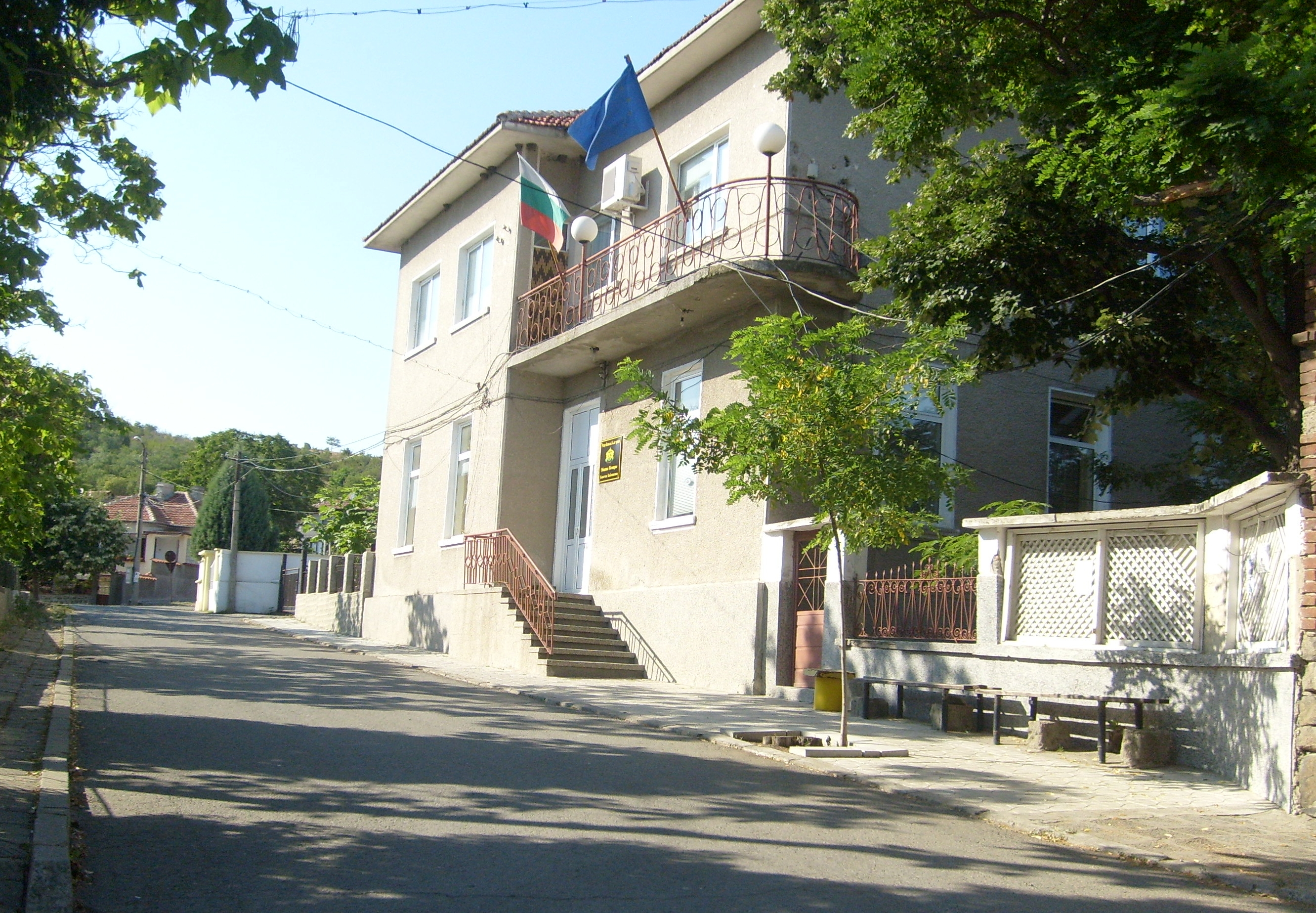
La mairie annexe de Kableshkovo
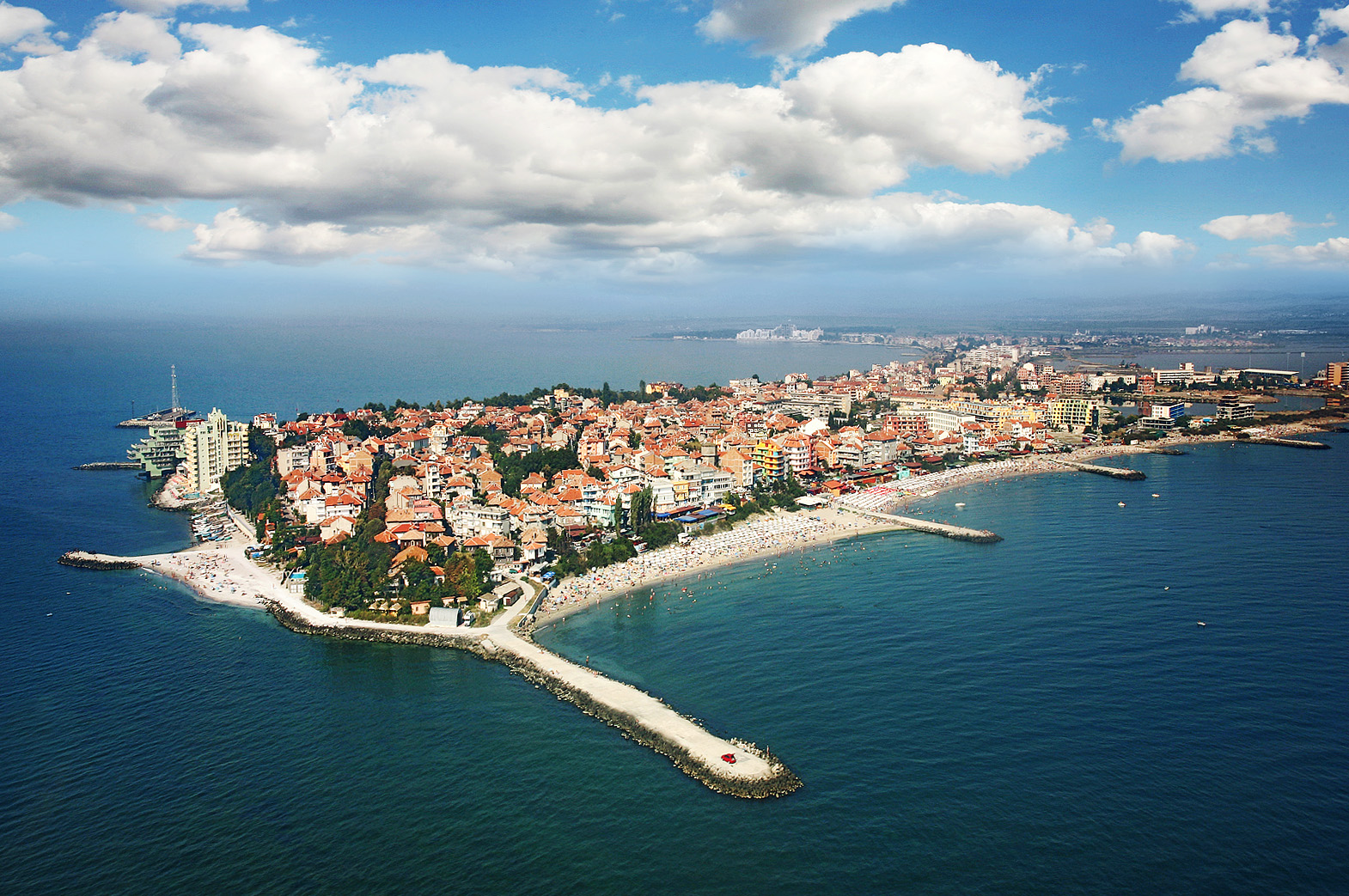
La presqu'île de Pomorié